# Castianeira nanella
Castianeira nanella là một loài nhện trong họ Corinnidae.
Loài này thuộc chi Castianeira. Castianeira nanella được Willis J. Gertsch miêu tả năm 1933.